# Таненбаум, Сид
Сидни Харольд «Сид» Таненбаум (англ. Sidney Harold "Sid" Tanenbaum; 8 октября 1925, Бруклин, Нью-Йорк, США — 4 сентября 1986, Куинс, Нью-Йорк, США) — американский профессиональный баскетболист, запомнившийся своими выступлениями на студенческом уровне.

## Ранние годы
Сид Таненбаум родился 8 октября 1925 года в Бруклине, самом густонаселённом боро Нью-Йорка, учился там же в средней школе имени Томаса Джефферсона, в которой играл за местную баскетбольную команду.

## Студенческая карьера
В 1947 году закончил Нью-Йоркский университет, где в течение трёх лет играл за команду «Нью-Йорк Вайолетс», в которой провёл успешную карьеру, набрав в итоге 992 очка в 64-х играх (15,5 очка в среднем за игру). При Таненбауме «Вайолетс» первый сезон выступали в конференции Independent, не только выиграв турнир конференции, но и выйдя в плей-офф студенческого чемпионата США (1945), а последние два — в конференции Metropolitan New York, в которой уже выиграли регулярный чемпионат конференции, повторно выйдя в плей-офф, где проиграли в первом же раунде (1946).
В 1945 году «Нью-Йорк Вайолетс» стали вице-чемпионами Национальной ассоциации студенческого спорта (NCAA). 22 марта они вышли в финал четырёх турнира NCAA (англ. Final Four), где сначала в полуфинальном матче, 24 марта, в упорной борьбе (в овертайме) обыграли команду Арни Ризена «Огайо Стэйт Бакайс» со счётом 70—65, в котором Таненбаум стал третьим по результативности игроком своей команды, набрав 13 очков, а затем в финальной игре, 27 марта, в упорной борьбе проиграли команде Боба Кёрланда «Оклахома A&M Аггис» со счётом 45—49, в которой Сид стал пятым по результативности игроком своей команды, набрав 4 очка.
В сезонах 1945/1946 и 1946/1947 годов Таненбаум, будучи капитаном «Вайолетс», стал не только лучшим снайпером команды, но и всей конференции, за что по их итогам два года подряд становился лауреатом приза Хаггерти, а также включался в первую всеамериканскую сборную NCAA. В 1993 году Сид был включён в спортивный Зал Славы университета Нью-Йорка, а в 1997 году — в Международный еврейский спортивный Зал Славы.

## Профессиональная карьера
Играл на позиции атакующего защитника. В 1947 году Сид Таненбаум заключил соглашение с командой «Скрантон Майнерс», выступавшей в Американской баскетбольной лиге (АБЛ). Позже выступал за команды «Нью-Йорк Никс» (БАА) и «Балтимор Буллетс» (БАА). Всего в АБЛ провёл один неполный сезон, а в БАА — два неполных сезона. Всего за карьеру в БАА Сид сыграл 70 игр, в которых набрал 633 очка (в среднем 9,0 за игру) и сделал 162 передачи.

## Семья и убийство
После завершения профессиональной карьеры Сид Таненбаум жил в Вудмере (округ Нассау, Лонг-Айленд, штат Нью-Йорк) вместе со своей женой Барбарой и сыновьями Стивеном и Майклом. Он владел магазином по продаже различных механизмов, специализирующихся на быстром закручивании металла (утраченном искусстве, требующем уникальных навыков) в Фа-Рокавей (Куинс, Нью-Йорк).
Таненбаум был найден мёртвым в своём магазине с ножом в спине в четверг, 4 сентября 1986 года, его зарезала местная жительница Молли Дотсан. По словам его родных и близких Сид был благодетелем в своём районе и часто давал деньги нуждающимся людям, живущим на улицах. По данным полиции он был убит, потому что решил прекратить выдачу денег нападавшей, хотя в прошлом оказывал ей помощь много раз. Вскоре после совершения преступления 37-летняя женщина была арестована и приговорена судом к 21-у году тюремного заключения за непредумышленное убийство.

## Статистика

### Статистика в НБА
| Сезон                                                                                    | Команда  | Регулярный сезон | Регулярный сезон | Регулярный сезон | Регулярный сезон | Регулярный сезон | Регулярный сезон | Регулярный сезон | Регулярный сезон | Регулярный сезон | Регулярный сезон | Регулярный сезон | Серия плей-офф | Серия плей-офф | Серия плей-офф | Серия плей-офф | Серия плей-офф | Серия плей-офф | Серия плей-офф | Серия плей-офф | Серия плей-офф | Серия плей-офф | Серия плей-офф |
| Сезон                                                                                    | Команда  | GP               | GS               | MPG              | FG%              | 3P%              | FT%              | RPG              | APG              | SPG              | BPG              | PPG              | GP             | GS             | MPG            | FG%            | 3P%            | FT%            | RPG            | APG            | SPG            | BPG            | PPG            |
| ---------------------------------------------------------------------------------------- | -------- | ---------------- | ---------------- | ---------------- | ---------------- | ---------------- | ---------------- | ---------------- | ---------------- | ---------------- | ---------------- | ---------------- | -------------- | -------------- | -------------- | -------------- | -------------- | -------------- | -------------- | -------------- | -------------- | -------------- | -------------- |
| 1947/48                                                                                  | Нью-Йорк | 24               |                  |                  | 25,0             |                  | 83,8             | 0,0              | 1,5              |                  |                  | 10,1             | 3              |                |                | 33,3           |                | 72,7           | 0,0            | 1,3            |                |                | 10,0           |
| 1948/49                                                                                  | Нью-Йорк | 32               |                  |                  | 28,3             |                  | 84,4             | 0,0              | 2,2              |                  |                  | 8,0              | Не участвовал  | Не участвовал  | Не участвовал  | Не участвовал  | Не участвовал  | Не участвовал  | Не участвовал  | Не участвовал  | Не участвовал  | Не участвовал  | Не участвовал  |
| 1948/49                                                                                  | Балтимор | 14               |                  |                  | 30,9             |                  | 79,1             | 0,0              | 3,9              |                  |                  | 9,6              | 3              |                |                | 20,7           |                | 100,0          | 0,0            | 3,3            |                |                | 5,7            |
|                                                                                          | Всего    | 70               |                  |                  | 27,4             |                  | 83,0             | 0,0              | 2,3              |                  |                  | 9,0              | 6              |                |                | 27,4           |                | 81,3           | 0,0            | 2,3            |                |                | 7,8            |
| Наведите курсор мыши на аббревиатуры в заголовке таблицы, чтобы прочесть их расшифровку. |          |                  |                  |                  |                  |                  |                  |                  |                  |                  |                  |                  |                |                |                |                |                |                |                |                |                |                |                |